# Stars de Dallas
Les Stars de Dallas, en anglais Dallas Stars, sont une franchise professionnelle de hockey sur glace d'Amérique du Nord. L'équipe est basée à Dallas au Texas et joue ses matchs à domicile au American Airlines Center. Ils font partie de la Ligue nationale de hockey (également désignée par le sigle LNH), et s'alignent dans la division Centrale de l'association de l'Ouest.
La franchise est créée en 1967 sous le nom des North Stars du Minnesota alors basé à Bloomington dans le Minnesota, à l'occasion de l'expansion de la LNH passant de 6 à 12 équipes. Il s'agit du premier agrandissement de la ligue après des années avec les « six équipes originales ». Au début de la saison 1978-1979, la ligue les autorise à fusionner avec les Barons de Cleveland aux vues des finances catastrophiques de deux franchises. En fin de compte, l'équipe déménage à Dallas en 1993 et prend le nom des Stars de Dallas.
Les Stars ont remporté deux fois le Trophée des Présidents en tant qu'équipe menant la ligue en saison régulière et une fois la Coupe Stanley en 1999.

## Histoire de la franchise

### 1967-1993: North Stars du Minnesota
Les North Stars du Minnesota ont été fondés en tant qu'équipe d'expansion en 1967, jouant leurs matchs locaux dans le Metropolitan Sports Center (le Met Center) à côté du Metropolitan Stadium à Bloomington. Les North Stars ont été victimes de problèmes financiers après plusieurs saisons mauvaises au milieu des années 1970.
En 1978, ils ont été achetés par les propriétaires des Barons de Cleveland (autrefois les Golden Seals de la Californie), les frères Gund, George III et Gordon, qui ont fusionné les deux équipes. L'équipe fusionnée a gardé le nom de North Stars du Minnesota, mais a maintenu l'ancienne place des Barons dans la Adams Division. La fusion a apporté avec elle un certain nombre de joueurs doués, et les North Stars ont été rétablis, faisant les finales de la Coupe Stanley en 1981, mais ils ont perdu en cinq matchs face aux Islanders de New York. Cependant, au début des années 1990, l'affluence étant en baisse et l'incapacité de trouver une nouvelle arène produisant plus de revenus ont mené les propriétaires à demander la permission de déplacer l'équipe dans la région urbaine de San Francisco en 1990. La LNH a rejeté la demande, et a préféré attribuer une franchise d'expansion, les Sharks de San José, aux frères Gund. Les North Stars ont été vendus à un groupe d'investisseurs qui voulait à l'origine placer une équipe à San José, bien qu'un des membres du groupe, Norman Green, gagne par la suite la commande de l'équipe. La saison suivante, Minnesota avait perdu face aux Penguins de Pittsburgh dans les finales de la Coupe Stanley en 1991.

### 1993 à aujourd'hui: Stars de Dallas
Deux ans plus tard, en 1993, à cause d'une affluence basse et de plusieurs polémiques, Norman Green a obtenu la permission de déplacer l'équipe dans la Reunion Arena à Dallas, au Texas, où l'équipe a été renommée, « Dallas Stars ». Dans les séries éliminatoires 1994, les Stars ont perdu contre les Canucks de Vancouver. Green a vendu plus tard l'équipe à Tom Hicks. En 1999, les Stars gagnèrent la première Coupe Stanley de la franchise, contre les Sabres de Buffalo. Dallas est retourné en finale en 2000, mais l'équipe fut vaincue par les Devils du New Jersey. Pour la saison 2001-2002 de la LNH, l'équipe s'est déplacée dans une nouvelle arène, le American Airlines Center.
Les Stars ont apprécié le succès du déménagement au Texas. Avec leur victoire en 1999, ils ont gagné deux Trophée des présidents en tant qu'équipe ayant accumulé le plus de points au classement général de la Ligue nationale de hockey. Dallas a également gagné sept titres de division et deux titres de l'Association de l'Ouest dans les dix dernières saisons.

## Identité de l'équipe

### Logos

Logo de 1993 à 2013
Logo de 2013 à 2021
Logo actuel
Logo secondaire

## Les patinoires des Stars

### Reunion Arena (1993-2001)

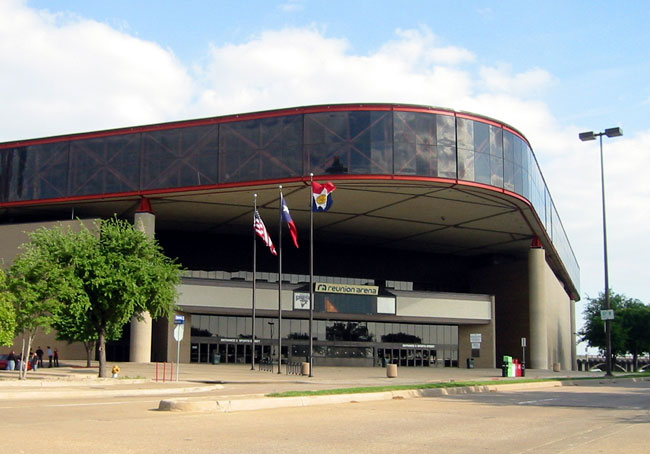
La Reunion Arena

Avant de jouer dans le American Airlines Center, les Stars domiciliaient dans la Reunion Arena. C'est une salle omnisports de 18 026 places pour le basket-ball et 17 001 places pour le hockey sur glace. La Reunion Arena fut inaugurée en 1980 et coûta 27 millions $ USD. Elle a été nommée comme la communauté fouriériste La Réunion, qui fut fondé à Dallas en 1855 par Victor Considerant. Son concepteur est la firme HKS, Inc.. Depuis 2001, la plupart des franchises ont déménagé à l'American Airlines Center mais la Reunion Arena continue d'accueillir des concerts.

### American Airlines Center (2001 à aujourd'hui)

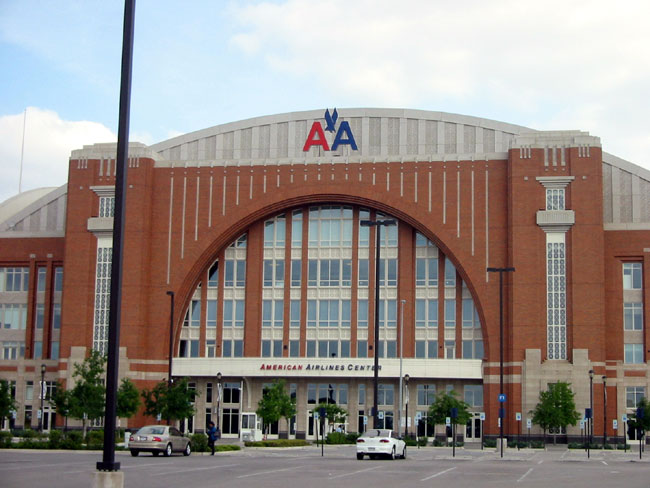
Le American Airlines Center

Le American Airlines Center (surnommé AAC ou The Hangar) est une salle omnisports située à Dallas au Texas, dans le quartier de Victoria Park, près du downtown de la ville. La salle sert principalement pour le basket-ball, le hockey sur glace et les concerts. Depuis 2001, ses locataires sont les Mavericks de Dallas, une franchise de basket-ball de la NBA et les Stars de Dallas, une équipe de hockey sur glace évoluant en LNH. L'arène accueille également les Dallas Desperados de l'Arena Football League depuis 2002. Sa capacité est de 19 200 places pour le basket-ball, 18 532 pour le hockey sur glace et 16 500 pour le football américain en salle, elle possède également 144 suites de luxe et 1 600 sièges de club.
En 1998, les Mavericks de Dallas et les Stars de Dallas désiraient une nouvelle arène pour remplacer la vétuste Reunion Arena avec ses 17 000 places. Les contribuables de Dallas ont approuvé de nouvelles taxes sur les hôtels et les voitures de location pour couvrir une partie du financement, avec les deux équipes, les Mavericks et les Stars qui payeront les coûts restants. La nouvelle arène fut construite juste au nord de Woodall Rodgers Freeway près de l'Interstate 35E sur le site d'une vieille centrale électrique.
L'arène fut inaugurée le 27 juillet 2001 à Dallas pour un coût de construction record de 420 millions $ USD, ce qui en fait l'arène la plus chère de la NBA et de la LNH. Le ruban d'inauguration fut le plus long du monde et inscrit dans le Livre Guinness des records. Ses concepteurs sont les firmes architecturales David M., Schwarz/Architectural, Services Inc., HKS Inc. et Johnson/McKibben, Architects Inc.. Le premier événement dans l'arène était un concert de The Eagles le 28 juillet. Le premier événement sportif dans l'arène eu lieu le 19 août 2001, ce fut un match de football, opposant les Dallas Sidekicks aux San Diego Sockers de la World Indoor Soccer League.

## Les joueurs

### Effectif actuel
| No    | Nom                 | Nat. | Position      | Arrivée                     | Salaire        |
| ----- | ------------------- | ---- | ------------- | --------------------------- | -------------- |
| +029, | Jake Oettinger      |      | Gardien       | 2017 - Repêchage            | +04 000 000, $ |
| +041, | Scott Wedgewood     |      | Gardien       | 2022 - Coyotes de l'Arizona | +01 000 000, $ |
| +002, | Jani Hakanpää       |      | Défenseur     | 2021 - Agent libre          | +01 500 000, $ |
| +004, | Miro Heiskanen – A  |      | Défenseur     | 2017 - Repêchage            | +08 450 000, $ |
| +005, | Nils Lundkvist      |      | Défenseur     | 2022 - Rangers de New York  | +00925 000, $  |
| +006, | Colin Miller        |      | Défenseur     | 2022 - Agent libre          | +01 850 000, $ |
| +020, | Ryan Suter          |      | Défenseur     | 2021 - Agent libre          | +03 650 000, $ |
| +023, | Esa Lindell – A     |      | Défenseur     | 2012 - Repêchage            | +05 800 000, $ |
| +044, | Joel Hanley         |      | Défenseur     | 2018 - Agent libre          | +00750 000, $  |
| +010, | Ty Dellandrea       |      | Centre        | 2018 - Repêchage            | +00863 333, $  |
| +011, | Luke Glendening     |      | Centre        | 2021 - Agent libre          | +01 500 000, $ |
| +012, | Radek Faksa         |      | Centre        | 2012 - Repêchage            | +03 250 000, $ |
| +014, | Jamie Benn – C      |      | Ailier gauche | 2007 - Repêchage            | +09 500 000, $ |
| +016, | Joseph Pavelski – A |      | Centre        | 2019 - Agent libre          | +05 500 000, $ |
| +017, | Nicholas Caamano    |      | Ailier gauche | 2016 - Repêchage            | +00750 000, $  |
| +021, | Jason Robertson     |      | Ailier gauche | 2019 - Repêchage            | +07 750 000, $ |
| +022, | Matej Blümel        |      | Ailier gauche | 2022 - Agent libre          | +00925 000, $  |
| +024, | Roope Hintz         |      | Centre        | 2015 - Repêchage            | +03 150 000, $ |
| +025, | Joel Kiviranta      |      | Ailier gauche | 2019 - Agent libre          | +01 050 000, $ |
| +027, | Mason Marchment     |      | Ailier gauche | 2022 - Agent libre          | +04 500 000, $ |
| +034, | Denis Gourianov     |      | Ailier droit  | 2015 - Repêchage            | +02 900 000, $ |
| +053, | Wyatt Johnston      |      | Centre        | 2021 - Repêchage            | +00894 167, $  |
| +091, | Tyler Seguin – A    |      | Centre        | 2013 - Bruins de Boston     | +09 850 000, $ |

### Temple de la renommée du hockey
- Brett Hull
- Joe Nieuwendyk
- Edward Belfour
- Mike Modano
- Eric Lindros
- Sergueï Makarov
- Guy Carbonneau
- Sergueï Zoubov

### Capitaines
Ci-dessous sont listés les capitaines des Stars de Dallas depuis la création de la franchise :
| Période     | Nom du ou des joueurs |
| ----------- | --------------------- |
| 1993-1995   | Mark Tinordi          |
| 1995        | Neal Broten           |
| 1995-2003   | Derian Hatcher        |
| 2003-2006   | Mike Modano           |
| 2006-2013   | Brenden Morrow        |
| Depuis 2013 | Jamie Benn            |

### Numéros retirés
À l'heure actuelle, six anciens joueurs des North Stars/Stars ont vu leur numéro retirés.
| No  | Joueur              | Position     | Carrière  | Date du retrait  |
| --- | ------------------- | ------------ | --------- | ---------------- |
| 7   | Neal Broten         | Centre       | 1980-1997 | 7 février 1998   |
| 8   | William Goldsworthy | Ailier droit | 1964-1979 | 15 février 1992  |
| 9   | Michael Modano      | Centre       | 1989-2011 | 8 mars 2014      |
| 19  | William Masterton   | Centre       | 1961-1968 | 17 janvier 1987  |
| 26  | Jere Lehtinen       | Ailier droit | 1992-2010 | 24 novembre 2017 |
| 56  | Sergei Zubov        | Défenseur    | 1989-2011 | 28 janvier 2022  |
| 99* | Wayne Gretzky       | Centre       | 1978-1999 | 6 février 2000   |

* Numéro retiré pour toutes les équipes par la LNH lors du 50e Match des étoiles.

### Choix de premier tour
Chaque année et depuis 1963, les joueurs des ligues juniors ont la possibilité de signer des contrats avec les franchises de la LNH. Cette section présente les joueurs qui ont été choisis par les Stars lors du premier tour. Ces choix peuvent être échangé et ainsi, une année les Stars peuvent très bien ne pas avoir eu de choix de premier tour ou à l'inverse, en avoir plusieurs.
| Année | Nat.                                            | Nom                                  | Choix                     | Équipe mineure (ligue)                           |
| ----- | ----------------------------------------------- | ------------------------------------ | ------------------------- | ------------------------------------------------ |
| 1993  | Drapeau du Canada                               | Todd Harvey                          | 9e au total               | Red Wings Junior de Détroit (LHO)                |
| 1994  | Drapeau du Canada                               | Jason Botterill                      | 20e au total              | Wolverines du Michigan (CCHA)                    |
| 1995  | Drapeau du Canada                               | Jarome Iginla                        | 11e au total              | Blazers de Kamloops (LHOu)                       |
| 1996  | Drapeau du Canada                               | Richard Jackman                      | 5e au total               | Greyhounds de Sault-Sainte-Marie (LHO)           |
| 1997  | Drapeau du Canada                               | Brenden Morrow                       | 25e au total              | Winterhawks de Portland (LHOu)                   |
| 1998  | Aucun                                           | Aucun                                | Aucun                     | Aucun                                            |
| 1999  | Aucun                                           | Aucun                                | Aucun                     | Aucun                                            |
| 2000  | Drapeau du Canada                               | Steve Ott                            | 25e au total              | Spitfires de Windsor (LHO)                       |
| 2001  | Drapeau des États-Unis                          | Jason Bacashihua                     | 26e au total              | Freeze de Chicago (NAHL)                         |
| 2002  | Drapeau de la Tchéquie                          | Martin Vagner                        | 26e au total              | Olympiques de Hull (LHJMQ)                       |
| 2003  | Aucun                                           | Aucun                                | Aucun                     | Aucun                                            |
| 2004  | Drapeau du Canada                               | Mark Fistric                         | 28e au total              | Giants de Vancouver (LHOu)                       |
| 2005  | Drapeau des États-Unis                          | Matt Niskanen                        | 28e au total              | Virginia High School (MSHSL)                     |
| 2006  | Drapeau de la Russie                            | Ivan Vichnevski                      | 27e au total              | Huskies de Rouyn-Noranda (LHJMQ)                 |
| 2007  | Aucun                                           | Aucun                                | Aucun                     | Aucun                                            |
| 2008  | Aucun                                           | Aucun                                | Aucun                     | Aucun                                            |
| 2009  | Drapeau du Canada                               | Scott Glennie                        | 8e au total               | Wheat Kings de Brandon (LHOu)                    |
| 2010  | Drapeau des États-Unis                          | Jack Campbell                        | 11e au total              | Équipe des États-Unis des moins de 18 ans (USHL) |
| 2011  | Drapeau du Canada                               | Jamieson Oleksiak                    | 14e au total              | Northeastern University (NCAA)                   |
| 2012  | Drapeau de la Tchéquie                          | Radek Faksa                          | 13e au total              | Rangers de Kitchener (LHO)                       |
| 2013  | Drapeau de la Russie · Drapeau du Canada        | Valeri Nitchouchkine Jason Dickinson | 10e au total 29e au total | Traktor Tcheliabinsk (KHL) Storm de Guelph (LHO) |
| 2014  | Drapeau de la Finlande                          | Julius Honka                         | 14e au total              | Broncos de Swift Current (LHOu)                  |
| 2015  | Drapeau de la Russie                            | Denis Gourianov                      | 12e au total              | Lada Togliatti (KHL)                             |
| 2016  | Drapeau des États-Unis                          | Riley Tufte                          | 25e au total              | Blaine (HIGH-MN)                                 |
| 2017  | Drapeau de la Finlande · Drapeau des États-Unis | Miro Heiskanen Jake Oettinger        | 3e au total 26e au total  | HIFK (SM-Liiga) Boston University (NCAA)         |
| 2018  | Drapeau du Canada                               | Ty Dellandrea                        | 13e au total              | Firebirds de Flint (LHO)                         |
| 2019  | Drapeau du Canada                               | Thomas Harley                        | 18e au total              | Steelheads de Mississauga (LHO)                  |
| 2020  | Drapeau du Canada                               | Mavrik Bourque                       | 30e au total              | Cataractes de Shawinigan (LHJMQ)                 |
| 2021  | Drapeau du Canada                               | Wyatt Johnston                       | 23e au total              | Spitfires de Windsor (LHO)                       |
| 2022  | Drapeau de la Suisse                            | Lian Bichsel                         | 18e au total              | Leksands IF (SHL)                                |

## Dirigeants

### Entraîneurs-chef
| No | Nom                | Engagement       | Départ           | Saison régulière | Saison régulière | Saison régulière | Saison régulière | Saison régulière | Saison régulière | Saison régulière | Séries éliminatoires | Séries éliminatoires | Séries éliminatoires | Séries éliminatoires | Remarques                                          |
| No | Nom                | Engagement       | Départ           | PJ               | V                | D                | N                | DP               | P                | % V              | PJ                   | V                    | D                    | % V                  | Remarques                                          |
| -- | ------------------ | ---------------- | ---------------- | ---------------- | ---------------- | ---------------- | ---------------- | ---------------- | ---------------- | ---------------- | -------------------- | -------------------- | -------------------- | -------------------- | -------------------------------------------------- |
| 1  | Robert Gainey      | 19 juin 1990*    | 8 janvier 1996   | 171              | 70               | 71               | 31               | -                | 170              | 49,7             | 14                   | 6                    | 8                    | 42,9                 |                                                    |
| 2  | Kenneth Hitchcock  | 8 janvier 1996   | 25 janvier 2002  | 503              | 277              | 154              | 60               | 12               | 626              | 62,2             | 80                   | 47                   | 33                   | 58,8                 | Coupe Stanley 1999 Finale de la Coupe Stanley 2000 |
| 3  | Richard Wilson     | 25 janvier 2002  | mai 2002         | 32               | 13               | 11               | 7                | 1                | 34               | 53,1             | -                    | -                    | -                    | -                    |                                                    |
| 4  | David Tippett      | 21 mai 2002      | 10 juin 2009     | 492              | 271              | 156              | 28               | 37               | 607              | 61,7             | 47                   | 21                   | 26                   | 44,7                 |                                                    |
| 5  | Marc Crawford      | 11 juin 2009     | 12 avril 2011    | 164              | 79               | 60               | -                | 25               | 183              | 55,8             | -                    | -                    | -                    | -                    |                                                    |
| 6  | Glen Gulutzan (en) | 16 juin 2011     | 14 mai 2013      | 130              | 64               | 57               | -                | 9                | 137              | 52,7             | -                    | -                    | -                    | -                    |                                                    |
| 7  | Lindy Ruff         | 21 juin 2013     | 9 avril 2017     | 328              | 165              | 122              | -                | 41               | 371              | 56,6             | 19                   | 9                    | 10                   | 47,4                 |                                                    |
| 8  | Kenneth Hitchcock  | 13 avril 2017    | 13 avril 2018    | 82               | 42               | 32               | -                | 8                | 92               | 56,1             | -                    | -                    | -                    | -                    |                                                    |
| 9  | James Montgomery   | 4 mai 2018       | 10 décembre 2019 | 113              | 60               | 43               | -                | 10               | 130              | 57,5             | 13                   | 7                    | 6                    | 53,8                 |                                                    |
| 10 | Richard Bowness    | 10 décembre 2019 | 20 mai 2022      | 176              | 89               | 62               | -                | 25               | 203              | 57,7             | 34                   | 18                   | 16                   | 52,9                 |                                                    |
| 11 | Peter DeBoer       | 21 juin 2022     |                  |                  |                  |                  | -                |                  |                  |                  |                      |                      |                      |                      |                                                    |

* Déjà en poste avec les North Stars du Minnesota

### Directeurs généraux
| No | Nom                            | Engagement       | Départ           | Remarques                                             |
| -- | ------------------------------ | ---------------- | ---------------- | ----------------------------------------------------- |
| 1  | Robert Gainey                  | 20 juin 1992*    | 25 janvier 2002  | Coupe Stanley 1999 Finale de la Coupe Stanley 2000    |
| 2  | Douglas Armstrong              | 25 janvier 2002  | 13 novembre 2007 |                                                       |
| 3  | Brett Hull et Les Jackson (en) | 13 novembre 2007 | 31 mai 2009      |                                                       |
| 4  | Joseph Nieuwendyk              | 31 mai 2009      | 28 avril 2013    |                                                       |
| 5  | James Nill                     | 29 avril 2013    |                  | Directeur général de la saison 2022-2023 et 2023-2024 |

* Déjà en poste avec les North Stars du Minnesota

## Palmarès
- Vainqueurs de la Coupe Stanley : 1999.
- Champion de l'Association de l'Ouest : 1999, 2000 et 2020.
- Champion de la division Pacifique : 1997, 1998, 1999, 2000, 2001, 2003 et 2006.
- Trophée des présidents : 1998 et 1999.